# Josef Becker (Politiker, 1875)
Josef Becker (* 8. September 1875 in Großenlüder; † 5. April 1937 in Berlin) war ein deutscher Politiker der Zentrumspartei.

Josef Becker

## Leben
Nach dem Besuch der Volksschule in Großenlüder von 1890 bis 1893 eine Maurerlehre in Gelsenkirchen. Nach einigen Jahren in diesem Beruf, war er von 1903 bis 1907 Bezirksleiter des Zentralverbandes christlicher Bauarbeiter in Frankfurt am Main. 1908 wurde er in den geschäftsführenden Vorstand der deutschen Volksversicherung berufen und 1914 Vorstandsmitglied des Kriegsausschusses für Konsumenteninteressen. Er gehörte zudem seit 1915 der Preisprüfungsstelle für das Deutsche Reich und Groß-Berlin und seit 1917 der Zentralstelle beim Kriegsamt an.

## Abgeordneter
Becker war 1919/20 Mitglied der Weimarer Nationalversammlung für die Zentrumspartei.